# Colletes fascicularis
Colletes fascicularis är en biart som beskrevs av Cockerell 1932. Colletes fascicularis ingår i släktet sidenbin, och familjen korttungebin. Inga underarter finns listade i Catalogue of Life.